# 밀로쿤밍기아
밀로쿤밍기아 (Myllokunmingia)는 5억 1800만 년 전 당시 캄브리아기였던 중국의 마오텐산 혈암에서 발견된 멸종한 초기 척삭동물 가운데 하나로, 척추동물일 것으로 여겨지나, 이는 크게 입증된 바 없다. 모식종인 밀로쿤밍기아 펑지아오아 (M. fengjiaoa)는 몸 길이 28mm에 몸 높이는 6mm이다. 캄브리아기 후기 청장 지층에서 발견된 가장 오래된 유두동물 가운데 하나이다. 두개골과 연골로 구성된 골격 구조를 갖췄다. 골격 요소에 생광물질화의 흔적이 없다. 모식종은 중국 윈난성 쿤밍(昆明)시의 어카이쿤에 있는 하이커우 근처의 에오레들리키아 구역(Eoredlichia Zone)에 있는 치옹주시 지층 중 위안산 구성군에서 발견되었다. 일부 연구진들은 밀로쿤밍기아가 다른 원시 척삭류인 하이코우이크티스의 이명일 것으로 여겼었으나, 영국의 고생물학자 사이먼 콘웨이 모리스가 이끄는 후속 연구를 통해 두 속이 밀로쿤밍기아에서 보이는 새열의 부재와 하이코우이크티스의 더 명확한 모양새를 가진 근절을 통해 보이는, 상이한 아가미 배열구조에 기반하는 명확히 별개의 분류군인 것을 확인했다.

## 특징
밀로쿤밍기아는 뚜렷한 머리와 전방 돛 모양(1.5mm 길이)의 등지느러미 및 보다 뒤에 있는 배지느러미 주름(1쌍으로 추정)이 달린 몸통으로 구성되어 있다. 밀로쿤밍기아의 최대 몸 높이는 6mm이다. 최고점은 앞부분에서 뒤로 11mm 즈음 되는 위치에 있다. 머리는 반새가 있는 5개 또는 6개의 새낭을 지닌다. 몸통에는 뒤로 향한 v자 모양의 마디(근절)가 25개 있다. 배척삭, 인두, 그리고 몸통에서 뒤쪽 끝 방향으로 완전히 움직일 수 있는 소화관이 있다. 입은 명확히 식별할 수가 없다. 위심강이 존재할 수 있다. 밀로쿤밍기아에는 지느러미의 방사구조가 없다. 오직 한 개체 표본만이 있으며, 꼬리 끝이 퇴적물에 묻혀있다.

## 같이 보기
- 하이코우이크티스
- 윈나노조온